# Phrase conditionnelle
En syntaxe, on appelle phrase conditionnelle une phrase complexe contenant au moins une proposition subordonnée conditionnelle et sa proposition principale. La proposition conditionnelle est directement subordonnée au verbe de la principale. Cette subordonnée est en général définie comme exprimant la condition du remplissement ou du non-remplissement de laquelle dépend la réalisation ou non du procès du verbe principal,. Certains auteurs ajoutent à cela que la proposition conditionnelle remplit la fonction d'un complément circonstanciel conditionnel.
Delatour 2004 mentionne qu'il existe des propositions conditionnelles qui expriment une hypothèse plutôt qu'une condition. La condition exprime une circonstance obligatoire pour que le procès de la principale puisse se réaliser, ex. Si vous avez moins de 25 ans, vous pouvez profiter d'une réduction de 30 % sur les vols Paris-Londres), alors que l'hypothèse exprime une supposition, une possibilité, une éventualité: S'il pleut, le pique-nique sera annulé.
Kalmbach 2017 voit, dans les propositions conditionnelles, l'expression :
- de l'éventuel : le procès de la principale se réalise quand la condition se remplit, ex. Si le bébé a encore de la fièvre ce soir, il faudra appeler un médecin ;
- du potentiel : la condition peut ou peut ne pas être remplie, ex. Si je gagnais au loto, j'arrêterais de travailler (c'est possible, mais pas certain) ;
- de l'irréel, qui peut être :
  - du présent : le procès de la principale ne peut pas se réaliser, la condition étant une simple hypothèse, ex. Si j'étais riche, j'achèterais un hélicoptère (= mais je ne suis pas riche) ;
  - du passé : le procès de la principale n'a pas pu se réaliser, car la condition n'a pas été remplie dans le passé, ex. Si tu m'avais téléphoné plus tôt, je ne serais pas parti pour rien (= mais tu ne m'as pas téléphoné).

La phrase conditionnelle peut exprimer des significations supplémentaires par rapport à celles ci-dessus par les combinaisons possibles entre les formes verbales modales et temporelles des verbes de la principale et de la conditionnelle.
L'introducteur le plus fréquent de la conditionnelle est, en français, la conjonction si et, dans toutes les langues mentionnées dans cet article, ses correspondants exacts. De même, dans ces langues, cette subordonnée est le plus souvent antéposée, mais elle peut aussi être postposée à la principale.
Ce type de phrase se construit avec des ressemblances et des différences entre langues pour ce qui est des formes verbales qui peuvent être utilisées dans la conditionnelle. Le nombre de restrictions les concernant et de combinaisons possibles entre ces formes et celles du verbe de la principale, diffère d'une langue à l'autre. Il y a des langues comme le français ou l'anglais où les constructions ont moins de synonymes qu'en roumain, par exemple. De même, dans telle langue il peut y avoir plus ou moins d'alternatives en fonction des registres, que dans telle autre langue.

## En français

### La proposition conditionnelle introduite par la conjonctionsi
En français standard, le verbe de ce type de proposition conditionnelle ne peut pas être au futur ni au conditionnel présent ni au conditionnel passé dit première forme. À la place de ces formes, on utilise des temps de l'indicatif : le présent, l'imparfait et le plus-que-parfait, respectivement. En revanche, le verbe de la principale peut être aux formes prohibées dans la conditionnelle.
Combinaisons possibles entre formes verbales dans les deux propositions, et leur signification :
- indicatif présent – indicatif présent : Si vous avez moins de 25 ans, vous pouvez profiter d'une réduction de 30 % sur les vols Paris-Londres – condition devant obligatoirement être remplie dans le présent, procès réalisable dans le présent ;
- indicatif présent – impératif : Si vous êtes fatigué, reposez-vous un moment – hypothèse se référant présent, procès suggéré par le locuteur pour le futur ;
- indicatif présent – subjonctif présent à valeur d'impératif : S'ils sont fatigués, qu'ils aillent se coucher – hypothèse dans le présent, procès suggéré par le locuteur pour le futur ;
- indicatif présent – indicatif futur : Si j'ai le temps, je passerai chez toi ce soir – condition devant être remplie dans le futur, procès réalisable dans le futur ;
- indicatif présent – conditionnel présent : Si tu n'as rien d'autre à faire, tu pourrais tondre le gazon – hypothèse se référant au présent, procès suggéré par le locuteur pour le futur[6] ;
- indicatif présent – indicatif présent : En vacances, s'il pleut, nous jouons aux cartes – condition devant être remplie en général, procès réalisable en général (habitude générale) ;
- indicatif imparfait – indicatif imparfait : En vacances, s'il pleuvait, nous jouions aux cartes – condition devant être remplie dans le passé, procès réalisé dans le passé (habitude dans le passé) ;
- indicatif imparfait – conditionnel présent : S'il neigeait la semaine prochaine, nous pourrions faire du ski à Noël – condition devant être remplie dans le futur, procès réalisable dans le futur ;
- indicatif imparfait – conditionnel présent : S'il faisait beau, on irait se promener en forêt – condition non remplie dans le présent, procès irréalisable dans le présent ;
- indicatif imparfait – conditionnel passé : Si Nathalie aimait la musique, nous l'aurions emmenée au concert hier soir – condition non remplie dans le présent, procès non réalisé dans le passé ;
- indicatif plus-que-parfait – conditionnel passé : Si tu m'avais téléphoné, je serais allé te chercher à la gare – condition non remplie dans le passé, procès non réalisé dans le passé ;
- indicatif plus-que-parfait – conditionnel présent : Si on avait entretenu régulièrement l'immeuble, il ne serait pas maintenant en si mauvais état – condition non remplie dans le passé, procès non réalisé dans le présent ;
- indicatif plus-que-parfait – indicatif imparfait : Si elle avait fini son travail à 17 heures, elle prenait un thé à la « La Coupole » – condition devant être remplie dans le passé, procès réalisable ultérieurement dans le passé ;
- passé composé – indicatif présent : Si vous avez déjà eu cette maladie, vous êtes maintenant immunisé – condition devant être remplie dans le passé, procès probable dans le présent ;
- passé composé – impératif : Si tu as fini ton travail avant 18 h, retrouve-nous au café ! – condition devant être remplie dans le futur mais antérieure au procès de la principale, procès suggéré par le locuteur pour le futur ;
- passé composé – indicatif futur : Si vous avez déjà suivi un cours de niveau 1, vous serez automatiquement inscrit en niveau 2 – condition devant être remplie dans le passé ou dans le futur, mais antérieure au procès de la principale, procès réalisable dans le futur.

La construction indicatif plus-que-parfait – conditionnel passé a deux alternatives dans le registre de langue soutenu, avec l'emploi de la forme du subjonctif plus-que-parfait, dans ce cas à valeur de conditionnel passé, si le procès de la conditionnelle est antérieure à celle de la principale:
- le subjonctif plus-que-parfait dans les deux propositions : S'il eût accepté cette proposition de loi, il eût déclenché des réactions violentes ;
- le subjonctif plus-que-parfait dans la conditionnelle : S'il eût accepté cette dignité, le changement de la république en une monarchie despotique aurait été trop sensible.

Dans le registre populaire, on rencontre une variante rejetée par le standard, avec le conditionnel dans les deux propositions, ex. Si j'aurais su, je serais pas venu.
Deux conditionnelles subordonnées à une même proposition principale sont d'ordinaire coordonnées entre elle par la conjonction et suivie de si, ex. Si j’avais plus de temps et si ce n’était pas aussi cher, je consacrerais tous mes loisirs à faire du parachutisme. Cependant, dans la langue écrite soutenue, si peut être remplacée par que, et alors le verbe est au subjonctif dans les conditionnelles exprimant le potentiel ou l'irréel : S'il venait demain et que je sois absent, veuillez lui faire savoir que je le recevrai mardi.

### Autres types de propositions conditionnelles
La proposition conditionnelle peut aussi être introduite par d'autres conjonctions et locutions conjonctives, dont les plus fréquentes sont celles des exemples ci-dessous :
- avec le verbe au subjonctif :
  - On peut vous emmener demain matin à condition que pour une fois vous soyez à l’heure !
  - À moins que vous n'ayez de nouvelles objections, nous allons donc poursuivre la mise en œuvre de notre programme ;
- avec le verbe au conditionnel : Au cas où vous auriez besoin de renseignements, n'hésitez pas à téléphoner.

Il y a aussi des constructions équivalentes à des conditionnelles introduites par si mais juxtaposées, ayant alors le verbe au conditionnel :
Le Président démissionnerait, il y aurait de nouvelles élections ;
Tu serais arrivé plus tôt, tu aurais vu Paola, mais elle vient de partir.

## En anglais
Dans cette langue, il y a des restrictions analogues à celles du français : la conditionnelle introduite par if « si » n'admet pas le verbe au futur, au conditionnel présent et au conditionnel passé. Combinaisons possibles les plus fréquentes entre formes verbales de la conditionnelle et de la principale :
- simple present (présent simple) – future simple (futur simple) : If it rains, the reception will take place indoors « S'il pleut, la réception aura lieu à l'intérieur »[10] ;
- present continuous (présent continu) – future continuous (futur continu) : If we're having ten people to dinner, we'll need more chairs « Si nous avons dix personnes au dîner, nous aurons besoin de plus de chaises »[10] ;
- present perfect (passé composé) – future simple : If I've finished my work by ten, I'll probably watch a film on TV « Si j'ai fini mon travail jusqu'à dix heures, je regarderai sans doute un film à la télé »[10] ;
- simple past (passé simple) – present conditional (conditionnel présent) : If I had lots of money, I would travel round the world « Si j'avais beaucoup d'argent, je voyagerais autour du monde »[10] ;
- past continuous (passé continu) – present conditional : If the sun was shining, everything would be perfect « Si le soleil brillait, tout serait parfait »[10] ;
- past perfect (plus-que-parfait) – past conditional (conditionnel passé) : If you had taken a taxi, you would have got here in time « Si tu avais pris un taxi, tu serais arrivé ici à temps »[10] ;
- simple present – simple present : If the wind blows from the north, this room is very cold « S'il y a du vent du nord, cette pièce est très froide »[11] ;
- simple past  – simple past : If the wind blew from the north, we moved into the other room « S'il y avait du vent du nord, nous allions dans l'autre pièce »[11] ;
- simple past  – simple past : If you parked your car there, you were very foolish « Si tu as garé ta voiture là-bas, tu as fait une grosse bêtise »[11] ;
- simple past – past conditional : If you parked your car there, the police would have removed it « Si tu as garé ta voiture là-bas, la police l'aura emportée »[11] ;
- simple present – imperative (impératif) : If you park your car there, lock it and leave the key here « Si tu gares ta voiture là-bas, ferme-la et laisse la clé ici »[11].

Il y a des cas où la conjonction if peut être omise, et alors le sujet passe après le verbe à une forme simple ou son auxiliaire, à une forme composée, les mêmes restrictions qu'avec if étant respectées :
Had you informed us earlier, we would have taken the necessary steps « Si vous nous aviez informés plus tôt, nous aurions pris les mesures nécessaires ».
On peut rencontrer en conditionnelle le verbe will avec son sens lexical d'origine, « vouloir », dans le registre soutenu : If everyone will help, we'll soon get the job done « Si chacun veut aider, nous finirons vite le travail ». Il est utilisé en tant qu'exception aussi sans exprimer la volonté mais comme auxiliaire du futur, pour exprimer un résultat possible du procès de la principale, ex. I can lend you five pounds, if that will help « Je peux te prêter cinq livres si ça t'aide ». Il en va de même pour would, l'auxiliaire du conditionnel présent : I could lend you five pounds, if that will would help « Je pourrais te prêter cinq livres si ça t'aidait ».
En anglais aussi on trouve l'emploi non standard du conditionnel passé : If you'd have taken a taxi, you'd have got here on time pour If you had taken a taxi, you would have got here in time.
La conditionnelle peut aussi être introduite, entre autres, par la conjonction unless « à moins que » et les locutions on condition (that) « à condition que » et in case « au cas où ». Exemples :
You won't catch the train unless you hurry « Tu n'auras pas ton train, à moins que tu te dépêches » ;
I will let you drive on condition (that) you have a valid licence « Je te laisserai conduire, à condition que tu aies un permis valable » ;
Make a note of my telephone number, in case you want to ring me up « Note mon numéro de téléphone, au cas où tu voudrais m'appeler ».

## En roumain
Dans cette langue, la principale conjonction qui introduit la conditionnelle est dacă, correspondante exacte de « si ». Il n'y a pas de restrictions d'utilisation des formes verbales comme en français ou en anglais, le futur et le conditionnel étant admis dans la conditionnelle. Exemples :
- futur – indicatif présent : Dacă va ploua, am umbrela la mine « S'il pleut, j'ai mon parapluie »[12] ;
- futur – futur : Dacă vei avea bani, vei putea cumpăra orice « Si tu as de l'argent, tu pourras acheter n'importe quoi »[13] ;
- conditionnel présent – conditionnel présent : Dacă aș fi sănătos, aș lucra « Si j'étais en bonne santé, je travaillerais »[14] ;
- conditionnel passé – conditionnel passé : Dacă ar fi vrut, ar fi plecat « S'il/Si elle avait voulu, il/elle serait parti(e) »[15].

Les constructions françaises si + indicatif présent – futur, si + indicatif présent – impératif, etc. ont leurs correspondantes exactes avec les mêmes formes verbales et avec les mêmes valeurs.
La phrase avec le conditionnel passé dans les deux propositions a trois synonymes avec dacă :
- indicatif imparfait – indicatif imparfait : Dacă voia, pleca ;
- indicatif imparfait – conditionnel passé : Dacă voia, ar fi plecat ;
- conditionnel passé – indicatif imparfait : Dacă ar fi vrut, pleca.

Cette construction a deux synonymes de plus avec le subjonctif passé dans la subordonnée et avec la conjonction să. Ainsi, la phrase française « Si tu avais eu de l'argent, tu aurais pu acheter n'importe quoi » correspond aussi à :
- subjonctif passé – conditionnel passé : Să fi avut bani, ai fi putut cumpăra orice ;
- subjonctif passé – indicatif imparfait : Să fi avut bani, puteai cumpăra orice.

Le conditionnel présent aussi peut être remplacé par le subjonctif présent dans la conditionnelle :
- subjonctif présent – conditionnel présent : Să ai bani, ai putea cumpăra orice « Si tu avais de l'argent, tu pourrais acheter n'importe quoi »[13].

Quand la conjonction est dacă, on utilise souvent, dans la principale, l'adverbe corrélatif atunci « alors » : Dacă ai obiecții, atunci vorbește! littéralement « Si tu as des objections, alors parle ! ».
La conditionnelle peut aussi être introduite par la locution în caz că « au cas où » mais en roumain elle admet toutes les formes modales et temporelles, ainsi que les combinaisons qu'admet dacă :
- indicatif présent – impératif : În caz că pleacă, anunță-mă « Au cas où il/elle partirait, préviens-moi » ;
- futur – impératif : În caz că va pleca, anunță-mă idem ;
- conditionnel passé – conditionnel passé: În caz că ar fi avut timp, ar fi terminat lucrarea « Au cas où il/elle aurait eu le temps, il/elle aurait fini le travail » ;
- indicatif imparfait – indicatif imparfait : În caz că avea timp, termina lucrarea idem ;
- conditionnel passé – indicatif imparfait : În caz că ar fi avut timp, termina lucrarea idem ;
- indicatif imparfait – conditionnel passé : În caz că avea timp, ar fi terminat lucrarea idem ;

On considère comme des conditionnelles juxtaposées les propositions comme celle de la phrase Ai ceva de spus, spune acum! « Tu as quelque chose à dire, dis-le maintenant ! »

## En BCMS
En BCMS), il n'y pas non plus de restrictions d'utilisation des formes verbales, le futur et le conditionnel étant admis dans la conditionnelle. La principale conjonction utilisée est ako « si ». Des combinaisons possibles lors de l'emploi de cette conjonction sont :
- présent – présent : Ako tražite, nalazite « Si vous cherchez, vous trouvez »[2] ;
- présent – futur 1 : Ako tvrtka dobro posluje, onda će napredovati « Si l'entreprise travaille bien, elle progressera »[18] ;
- présent – impératif : Ako me pokušaš prevariti, čuvaj se! « Si tu essayes de me tromper, gare à toi ! »[18] ;
- futur 2 – futur 1 : Ako ne budeš redovno učio, izgubićeš stipendiju « Si tu ne travailles pas régulièrement, tu perdras ta bourse »[19] ;
- futur 1 – futur 1 : Ako ćete trčati, steći ćete kondiciju « Si vous courez, vous serez en bonne condition physique »[18] ;
- futur 2 – présent : Ako budemo imali vremena, dolazimo « Si nous avons le temps, nous allons venir »[2] ;
- conditionnel – conditionnel : Ako bismo požurili, stigli bismo na početak predstave « Si on se dépêchait, on arriverait au début du spectacle »[19] ;
- parfait – parfait : Ako ste tražili, našli ste « Si vous avez cherché, vous avez trouvé »[2].

Il y une restriction concernant le futur 2, qu'on ne peut pas utiliser dans la principale.
On peut utiliser avec le conditionnel, à la place de ako, la conjonction kad, dont le sens originaire est « quand » :
Kad bismo požurili, stigli bismo na početak predstave.
La conjonction ukoliko (sens d'origine « dans la mesure où ») peut elle aussi remplacer ako, mais dans le registre soutenu :
Ukoliko bi iskrsle kakve teškoće, javite nam « Si des difficultés apparaissaient, prévenez-nous ».
Sans conjonction, avec le présent, le futur 2 et le conditionnel, on peut utiliser la particule li, interrogative à l'origine, placée après le verbe, respectivement son auxiliaire, le sujet n'étant pas exprimé par un mot à part :
Budu li kupili tu kuću, neće se pokajati « S'ils achètent cette maison, ils ne le regretteront pas ».
Dans la langue actuelle, on utilise une seule forme de conditionnel, aussi bien pour le présent, que pour le passé. En phrase simple ou en principale, son temps ressort du contexte. En conditionnelle, il se rapporte toujours au présent. Pour la condition située dans le passé, on utilise le verbe au temps parfait, avec la conjonction da. Cela situe dans le passé le verbe de la principale aussi, qui est au conditionnel :
Da sam odgovorio i na deseto pitanje, zaradio bih milion dinara « Si j'avais répondu à la dixième question aussi, j'aurais gagné un million de dinars ».
On utilise parfois da avec le présent aussi, et alors le conditionnel de la principale se réfère également au présent :
Šta bi ti radio da ti provalnik upadne u kuću? « Qu'est-ce que tu ferais si un voleur pénétrait dans ta maison ? »

## En hongrois
Cette langue a relativement peu de formes verbales modales et temporelles, dont six seulement sont personnelles. Elles sont toutes utilisées dans les phrases conditionnelles, aussi bien dans la principale, que dans la subordonnée introduite par la conjonction ha « si », dans diverses combinaisons :
- indicatif présent – indicatif présent : Ha sikerül, mindenki számára van remény « Si ça réussit, il y a de l'espoir pour tous »[21] ;
- indicatif présent – impératif : Ha Budapesten vagy, mindenképpen keress fel! « Si tu es à Budapest, viens absolument me voir ! »[22] ;
- indicatif futur – impératif : Ha lesz rá időd, látogass meg! « Si tu as le temps, rends-moi visite »[23] ;
- indicatif présent – indicatif futur : Ha nem reggelizel, később éhes leszel « Si tu ne prends pas ton petit déjeuner, plus tard tu auras faim »[24] ;
- indicatif passé – indicatif passé : Ha előre láttad a következményeket, miért nem igyekeztél jobban? « Si tu as prévu les conséquences, pourquoi n'as-tu pas fait plus d'efforts ? »[21] ;
- indicatif passé – indicatif futur : Ha Péter elaludt, Anna haragudni fog « Si Péter s'est endormi, Anna sera fâchée »[25] ;
- conditionnel présent – conditionnel présent : Ha Péter aludna, Anna haragudna « Si Péter dormait, Anna serait fâchée »[25] ;
- conditionnel passé – conditionnel passé : Ha hideg lett volna, kabátot vettünk volna « S'il avait fait froid, nous aurions mis des manteaux »[23] ;
- conditionnel passé – conditionnel présent : Ha időben indultunk volna, már ott lennénk « Si nous étions partis à temps, nous y serions déjà »[23].

Le futur, aussi bien dans la conditionnelle, que dans la principale, s'exprime également avec la forme de présent du verbe d'aspect perfectif, rendu ainsi surtout par des préfixes (soulignés dans l'exemple) : Ha Péter elalszik, Anna megharagszik « Si Péter s'endort, Anna va se fâcher ».
Le corrélatif akkor est fréquent : Ha több időm lenne, akkor többet olvasnék litt. « Si j'avais plus de temps, alors je lirais davantage ». Il est même obligatoire si la principale contient l'adverbe csak « seulement » : Anna csak akkor haragszik meg, ha Péter elalszik « Anna se fâche/se fâchera si seulement Péter s'endort ».